# Colonne sonore di Sailor Moon
Questa voce raccoglie le colonne sonore di Sailor Moon, sia della serie TV anime Sailor Moon del 1992 che della serie ONA Pretty Guardian Sailor Moon Crystal del 2014.

## Colonne sonore

### Bishōjo senshi Sailor Moon - Ongaku shū
Bishōjo senshi Sailor Moon - Ongaku shū (美少女戦士セーラームーン音楽集? lett. "La bella combattente Sailor Moon - Collezione musicale") è una compilation contenente la colonna sonora della prima stagione di Sailor Moon, trasmessa in Giappone dal 1992 al 1993. Il CD consiste di 11 tracce: la prima e l'ultima traccia sono rispettivamente la sigla d'apertura e la sigla di chiusura della serie. Le tracce che vanno dalla numero 2 alla numero 10 invece sono le background music utilizzate nell'anime.
Tracce
Musiche di Takanori Arisawa.
1. DALI - Moonlight densetsu (testo: Kanako Oda - musica: Tetsuya Komoro) - Sigla di apertura
2. Atashi datte futsū no onnanoko
3. Hontōni erabareta senshi nano?
4. Hoshizora ha mysterious
5. Occhokochoi ha umaretsuki
6. Koisuru otomegokoro
7. Darekaga nerawareteiru
8. Yumemiru odango atama
9. Yuugure tokiha yōma no yokan
10. Moon Prism Power Make Up!
11. Misae Takamatsu - Heart Moving (testo: Yoshiyaki Tsushima - musica: Kazuo Sato) - Sigla di chiusura

### Bishōjo senshi Sailor Moon R - Ongaku shū
Bishōjo senshi Sailor Moon R - Ongaku shū (美少女戦士セーラームーンR音楽集? lett. "La bella combattente Sailor Moon R - Collezione musicale") è una compilation contenente la colonna sonora della prima parte dell'anime Sailor Moon R trasmesso in Giappone dal 1993 al 1994. Il CD consiste di 10 tracce: la prima e l'ultima traccia sono rispettivamente la sigla di chiusura e una image song della serie. Le tracce che vanno dalla numero 2 alla numero 10 invece sono le background music utilizzate nell'anime. Rispetto alla colonna sonora precedente, non è inserita Moonlight densetsu, la sigla di apertura.
Tracce
Musiche di Takanori Arisawa. 
1. Yōko Ishida - Otome no policy (testo: Rui Serizawa - musica: Makoto Nagai) - Sigla di chiusura
2. Yūjō, soshite ai
3. Makaiju
4. Watashi ga tatakau
5. "Kiyoku, akaruku, △×□§…" (lett. "Puro, brillante, △×□§…)
6. Atatanaru teki (lett. "Nuovi nemici")
7. Tsuiseki wa bōken no hajimari (lett. "Seguendo l'inizio dell'avventura")
8. Tsuki ha miteiru (lett. "Osservando la luna")
9. Kanashimi wo yūki ni kaete (lett. "Il coraggio di fermare la tristezza")
10. Yōko Ishida - Suki to itte (testo: Mitsuko Shiramine - musica: Yoshio Ueno) - Sigla di chiusura

### Bishōjo senshi Sailor Moon R - Gekijōban Music Collection - Ongaku shū
Bishōjo senshi Sailor Moon R - Gekijōban Music Collection - Ongaku shū (美少女戦士セーラームーンR～劇場版 MUSIC COLLECTION～音楽集～? lett. "La bella combattente Sailor Moon R - Colonna sonora del film") è una compilation contenente la colonna sonora del film Sailor Moon R The Movie - La promessa della rosa. In questa colonna sonora sono presenti sia le canzoni del film che gran parte della musica della seconda serie televisiva. Inoltre, è presente la seconda versione di "I am Sailormoon", tratta dal singolo Moon Revenge, è stata pubblicata un mese prima è inclusa, ma non appare nel film. Sia la canzone di chiusura, Moon Revenge, e I am Sailormoon tratte dallo speciale Dreaming Sailormoon trasmesso prima del film, sono eseguite da Peach Hips (doppiatrici dell'anime).
Tracce
Musiche di Takanori Arisawa.
1. Prologue
2. Peach Hips - Moon Revenge (testo: Kayoko Fuyumori - musica: Akiko Kosaka) - Sigla di apertura
3. Akai kami no shōnen
4. Shokubutsuen no happening! ~ Shinryaku no yochō
5. Hana yōka gurishina
6. Make-up!
7. Moeru bishōjo senshi
8. Tuxedo Kamen tōjō - Mamoru to Fiore
9. Sailor Teleport!
10. Tsuisō no Fiore
11. Hana meiro no shitō
12. Gekitotsu! Sailormoon VS Fiore
13. Seimei moyashite......
14. Fukkatsu no serenade
15. Peach Hips - I am Sailormoon (testo: Naoko Takeuchi - musica: Makoto Nagai) - Sigla di chiusura

### Bishōjo senshi Sailor Moon S - Ongaku shū
Bishōjo senshi Sailor Moon S - Ongaku shū (美少女戦士セーラームーンS音楽集? lett. "La bella combattente Sailor Moon S - Collezione musicale) è un CD contenente la colonna sonora dell'anime Sailor Moon S trasmesso in Giappone dal 1994 al 1995. Il CD consiste di 15 tracce, comprendenti tutte le background music della serie. Rispetto alle precedenti colonne sonore dello stesso anime, non sono incluse nel cd le sigle di apertura (Moonlight densetsu) e di chiusura (Tuxedo Mirage).
Tracce
Musiche di Takanori Arisawa.
1. Seihai, kyūseishu ... Shinpi naru sekai
2. Subtitle
3. Asa no namikidō
4. Death busters no yabō
5. Ten'ō Haruka & Kaiō Michiru
6. Koisuru otome wa tomaranai!
7. Daimon shutsugen
8. Eye Catch
9. Ubawareta junsui na kokoro no kesshō
10. Senshi no shukumei
11. Henshin! Sailor senshi
12. Sailormoon Make Up
13. Uranus, soshite, Neptune
14. The Pretty Soldiers' Big War!
15. Ai no kiseki
16. Raishū mo mite ne!

### Bishōjo senshi Sailor Moon S - Gekijōban Music Collection - Ongaku shū
Bishōjo senshi Sailor Moon S - Gekijōban Music Collection - Ongaku shū (美少女戦士セーラームーンS～劇場版 MUSIC COLLECTION～音楽集～? lett. "La bella combattente Sailor Moon S - Colonna sonora del film") è una compilation contenente la colonna sonora del film Sailor Moon S The Movie - Il cristallo del cuore.
Tracce
Musiche di Takanori Arisawa.
1. Jāku
2. Luna
3. Shō
4. Usagi
5. Munasawagi
6. Snow dancer Shūrai
7. Henshin
8. Sentō
9. Ai to yūjō no chikara
10. Ai no message
11. Hiroko Asakawa - Moonlight Destiny (testo: Alice Sato – musica: Takeshi Ike)
12. Hiroko Asakawa - Sailor Team no theme (testo: Naoko Takeuchi – musica: Akiko Kosaka)

### Bishōjo senshi Sailor Moon SuperS - Ongaku shū
Bishōjo senshi Sailor Moon SuperS - Ongaku shū (美少女戦士セーラームーンSuperS -音楽集-?) è la colonna sonora dell'anime Sailor Moon SuperS, comprendente tutte le background music, nonché la sigla di apertura e di chiusura della serie.
Tracce
Musiche di Takanori Arisawa.
1. Moon Lips - Moonlight Densetsu (testo: Kanako Oda – musica: Tetsuya Komoro)
2. Subtitle
3. Yume de mita Hyōshō no Mori
4. Sailor senshi no yūga na hōkago
5. Otona-tachi no yūtsu
6. Kaijin-tachi no circus dan
7. Amazon Bar
8. Chibiusa no romance
9. Eyecatch
10. Amazon Trio no wana
11. Utsukushii yume no kagami
12. Sailor senshi aratanaru hishō
13. Double henshin! Moon & Chibi-Moon
14. Moon Gorgeous Meditation!
15. Itsuka, sonna "watashi-tachi" ni naritakute
16. Sore jā, mata raishū ne
17. Meu - "Rashiku" ikimasho (testo: Naoko Takeuchi – musica: Masao Mizuno)

### Bishōjo senshi Sailor Moon SuperS Music Collection
'96 shōgatsu gekijō animation - Bishōjo senshi Sailor Moon SuperS Music Collection (’96正月劇場アニメーション 美少女戦士セーラームーンSuperS ミュージックコレクション?) è la colonna sonora del film Sailor Moon SuperS in cui sono presenti anche le BGM dello spacialino su Ami.
Tracce
Musiche di Takanori Arisawa.
1. Moon Lips - Moonlight Densetsu (testo: Kanako Oda – musica: Tetsuya Komoro)
2. Ami-chan no asa
3. Kawaii takurami
4. Kyofu, Kiki, Mercury tojō!
5. Syūkyoku
6. Meu - "Rashiku" ikimasho (testo: Naoko Takeuchi – musica: Masao Mizuno)
7. To Touch Love
8. Poupelin's Flute and the Children
9. Bonbon Babies' Attack!
10. Transformation and Performance
11. Castle
12. Badiane and Black Dream Hole
13. Inoti o kakete
14. Ai no hikari
15. Uti ni kaerō
16. Pretty Cast - Morning Moon de aimashō (testo: Alice Satou – musica: Kisaburoo Suzuki)

### Bishōjo senshi Sailor Moon Music Collection - Extra Version
Bishōjo senshi Sailor Moon Music Collection - Extra Version (美少女戦士セーラームーン ミュージックコレクション Extra Version?) è una raccolta di tutte quelle background music delle prime quattro serie di Sailor Moon che non erano state inserite nei precedenti BGM ufficiali, più le due sigle della terza serie in versione TV size.
Tracce

#### Sailor Moon
1. Moonlight densetsu (TV Size)
2. Eyecatch
3. Henshin
4. Kandō to ketsu
5. Zetsubō to Aku
6. Kyusokō
7. Fanfare Sonata

#### Sailor Moon R
1. Eyecatch
2. Akaruku genkini soshite romantic
3. Henshin to hissatsuwaza
4. Usagi no theme. Kattō. Ail no flute
5. Tsuyoi teki

#### Sailor Moon S
1. Kandōteki soshite huanna
2. Nostalgic soshite romantic
3. Senshi no shukumei teki no yabō
4. Yasashii jōkei
5. Kincho no jōkei to kōdoutenkina
6. Michiru and Haruka
7. Bridge to kanashimi

#### Sailor Moon SuperS
1. Yokoku
2. Ending - Arrange
3. Teki to Pegasus no theme
4. Nichijōteki BGM
5. Sentōteki BGM

#### Bonus Tracks
1. Pinchi...Soshite ketsui
2. Tuxedo Mirage (TV size)

### Bishōjo senshi Sailor Moon Sailor Stars Music Collection
Bishōjo senshi Sailor Moon Sailor Stars Music Collection (美少女戦士セーラームーン セーラースターズ ミュージックコレクション?) è la prima parte della raccolta contenente la colonna sonora dell'anime Sailor Moon Sailor Stars, andato in onda originariamente dal 1996 al 1997.
Tracce
1. Eternal Sailor Moon
2. Sailor Star Song (sigla di apertura completa, cantata da Kae Hanazawa)
3. Subtitle
4. Five High School Students
5. Nehellenia Resurrects
6. Hotaru's Prediction
7. Eyecatch
8. Mirror Paredri
9. Toraware no Sailor Senshi
10. Princess no tameni...
11. Eternal Love
12. Three Lights
13. Shadow Galactica
14. Moon Eternal Make Up!
15. Sailor Starlights Appear
16. Kaze mo, sora mo, kitto (sigla di chiusura completa, cantata da Arisa Mizuki)
17. Tsukino hikariwa ai no message

### Bishōjo senshi Sailor Moon Sailor Stars Music Collection Vol.2
Bishōjo senshi Sailor Moon Sailor Stars Music Collection Vol.2 (美少女戦士セーラームーン セーラースターズ ミュージックコレクション Vol.2?) è la seconda parte della raccolta contenente la colonna sonora dell'anime Sailor Moon Sailor Stars, andato in onda originariamente dal 1996 al 1997.
Tracce
1. Mamoru tono wakare soshite
2. Bokutachi no uta wo kite
3. Ano kata ha dokoni
4. Seiya taiki yaten
5. Guitar Solo Collection
6. Gakuen no idol
7. Minako no yabō
8. Ginga Televi deno sakuryaku
9. Starseed o itadakuwa
10. Osoikuru phage
11. Star Power Make-Up!
12. Karei naru Eternal Sailor Moon
13. Kyukyoku no Aku
14. Ketsui
15. Kyukyoku no ai
16. Heiwa
17. Kyokara mata hutsu no lōkousei
18. Star Power Make-Up! (w/o Chorus)
19. Moon Eternal Make-Up! (w/o Chorus)
20. Eternal Sailor Moon Action (w/o Chorus)
21. Yokokuhen ongaku "15 Jugo byō bajon"

## Image song

### Bishōjo senshi Sailor Moon - Ai wa doko ni aruno?
Bishōjo senshi Sailor Moon - Ai wa doko ni aruno? (美少女戦士セーラームーン ~愛はどこにあるの?? lett. "La bella combattente Sailor Moon - Dov'è l'amore?") è il primo album di image song ispirato alla prima serie dell'anime Sailor Moon. Mitsuishi Kotono, Aya Hisakawa e Michie Tomizawa, già doppiatrici di Usagi Tsukino, Ami Mizuno e Rei Hino, riprendono i loro ruoli cantando diverse image song, mentre le tracce dialogate del CD formano una conversazione tra Usagi e Luna. Sono presenti anche delle canzoni dedicate a Queen Beryl e alla gattina Luna, ma in entrambi i casi i brani sono cantati da Apple Pie, anziché dalle doppiatrici originali.
Tracce
1. Moonlight densetsu (Sigla di apertura - Cantata da DALI)
2. dialogue
3. Ai kotoba ha Moon Prism Power Make Up! (Usagi Image Song)
4. dialogue
5. Princess Moon (Cantata da Apple Pie)
6. dialogue
7. Hottokenai yo (Rei & Ami Image Song)
8. dialogue
9. Ai no energy wo ubae (Queen Beryl Image Song)
10. dialogue
11. Tuxedo Night (Cantata da Apple Pie)
12. dialogue
13. Luna! (Luna Image Song)
14. dialogue
15. Tsukini kawatte oshiokiyo Usagi, Ami e Rei Image Song)
16. dialogue
17. Maboroshi no ginzuishō - Silver Crystal Cantata da Apple Pie)
18. dialogue
19. Heart Moving Sigla di apertura - Cantata da Takamatsu Misae)

### Bishōjo senshi Sailor Moon - In Another Dream
Bishōjo senshi Sailor Moon - In Another Dream (美少女戦士セーラームーン -In Another Dream-? lett. "La bella combattente Sailor Moon - In un altro sogno") è il secondo album di image song della prima serie dell'anime. In questo album il cast viene allargato ai protagonisti della serie, con la partecipazione di Mitsuishi Kotono, Aya Hisakawa e Michie Tomizawa, Emi Shinohara, Rika Fukami e Tohru Furuya, nei ruoli di Usagi Tsukino, Ami Mizuno, Rei Hino, Makoto Kino, Minako Aino e Mamoru Chiba. Il brano You're Just My Love viene utilizzato nel corso dell'episodio 46 dell'anime, mentre Eien no melody nell'episodio 54.
Tracce
1. Moonlight densetsu (Sigla di apertura - Cantata da DALI)
2. Monologue 1 - Usagi
3. Yumemiru dake ja dame (Usagi Image Song)
4. Monologue 2 - Ami
5. Someday... Somebody... (Ami Image Song)
6. Monologue 3 - Rei
7. Eien no melody (Rei Image Song)
8. Monologue 4 - Makoto
9. Anata no sei janai (Makoto Image Song)
10. Monologue 5 - Minako
11. Anata no yume wo mita wa (Minako Image Song)
12. Monologue 6 - Mamoru
13. Toki wo koete... (Mamoru Image Song)
14. Short drama - Serenity & Endymion
15. You're Just My Love (Serenity & Endymion Image Song)
16. Princess Moon (Sigla di apertura, cantata da Hashimoto Ushio)

### Bishōjo senshi Sailor Moon R - Mirai e mukatte
Bishōjo senshi Sailor Moon R - Mirai e mukatte (美少女戦士セーラームーンR -未来へ向かって-? lett. "La bella combattente Sailor Moon R - Verso il futuro") è il terzo album di image song ispirato alla serie TV, incentrato sulla seconda stagione. Comprende Mitsuishi Kotono, Aya Hisakawa e Michie Tomizawa, Emi Shinohara, Rika Fukami e Tohru Furuya, nei ruoli di Usagi Tsukino, Ami Mizuno, Rei Hino, Makoto Kino, Minako Aino e Mamoru Chiba. I brani Route Venus, Onaji namida wo wakeatte e Ai no senshi sono stati utilizzati anche nel corso dell'anime.
Tracce
1. Suki to itte Cantata da Yōko Ishida
2. I am Sailormoon Usagi Image Song
3. Onaji namida wo wakeatte (lett. "Aver condiviso le stesse lacrime") Ami Image Song
4. Sei hi ai - Fire Soul Love (lett. "L'amore dello spirito della fiamma") Rei Image Song
5. Otome no policy Sigla di chiusura - Cantata da Yōko Ishida
6. Dakishimete itai (lett. "Voglio abbracciarti") Mamoru Image Song
7. Starlight ni kissu shite (lett. "Bacio nella luce delle stelle") Makoto Image Song
8. Route Venus Minako Image Song
9. Ai no senshi (lett. "Guerriere dell'amore") Cantata da Yōko Ishida
10. Moonlight densetsu (lett. "Leggenda della luce lunare") Sigla di apertura - Cantata da DALI

### Bishōjo senshi Sailor Moon R - Otome no shishū
Bishōjo senshi Sailor Moon R - Otome no shishū (美少女戦士セーラームーンR 〜乙女の詩集〜? lett. "La bella combattente Sailor Moon R - Collezione di poemi delle ragazze") è il quarto album di image song ispirato alla serie TV, incentrato ancora una volta sulla seconda stagione. Si tratta di una raccolta di cinque singoli precedentemente pubblicati, dedicato ognuno ad una guerriera sailor, composti da una breve poesia e da una canzone.
Tracce
1. Poem
2. Ai wa enajii Usagi Image Song
3. Poem
4. Watashi no hito gingahen Ami Image Song
5. Poem
6. Koibito ni hanarenai kedo Rei Image Song
7. Poem
8. Wasureru tameni koi wo shinaide Makoto Image Song
9. Poem
10. Setsunakuteii Minako Image Song

### Bishōjo senshi Sailor Moon S - Uranus, Neptune, Chibimoon, Plus
Bishōjo senshi Sailor Moon S - Uranus, Neptune, Chibimoon, Plus (美少女戦士セーラームーンS ウラヌス・ネプチューン・ちびムーン・PLUS?) è il quinto album di image song ispirato alla serie TV, incentrato sulla terza stagione. Contenente alcune canzoni cantate dai tre nuovi personaggi presenti nella nuova stagione: Sailor Uranus, Sailor Neptune e Sailor Chibimoon. Sono inoltre presenti anche due canzoni inedite cantate da Takase Mariko.
Tracce
1. Prologue - Scene I: Haruka, kawaki no tsuisō
2. Kaze ni naritai (Sailor Uranus Image Song)
3. Poem Haruka
4. Scene II: Michiru, himeta omoi
5. Unmei wa utsukushiku (Sailor Neptune Image Song)
6. Poem Michiru
7. Scene III: Chibiusa, kitto mitsukeruyo
8. Yume o ijimenaide (Sailor Chibimoon Image Song)
9. Poem Chibiusa
10. Ai no etude (Cantata da Takase Mariko)
11. Ai dake ga dekiru koto (Cantata da Takase Mariko)

## Altre raccolte

### Bishōjo senshi Sailor Moon R - Symphonic Poem
Bishōjo senshi Sailor Moon R - Symphonic Poem (美少女戦士セーラームーンR ～symphonic poem～? lett. "La bella combattente Sailor Moon R - Poema sinfonico") è una compilation contenente una versione sinfonica delle musiche dell'anime Sailor Moon R registrate dalla London Symphony Orchestra.
Tracce
1. Jokyoku - Fantasia: Shugosei no kagayaki
2. Tanjō - Moon Prism Power Make Up!
3. Deai - Karen na otome to fushigi na neko
4. Yami no Inbō - Energy hunter no wana
5. Bishōjo senshi shichi henka - Karei ni mau sailor senshi-tachi
6. Koi no jumon - Yumemiru shōjo to bara iro no yūwaku
7. Romance - Hoshi furu yoru no tokimeki
8. Shūkyoku - Mirai: Kanashimi to ketsui final battle e

### Bishōjo senshi Sailor Moon S - Big Box
Bishōjo senshi Sailor Moon S - Big Box (美少女戦士セーラームーンS BIG BOX?) è un pacchetto multimediale composto da un CD, una cassetta musicale contenente delle basi karaoke, la sceneggiatura degli episodi 92 e 104 ed un set di cartoline.
Tracce
CD
1. Moonlight densetsu (cantata da Moon Lips)
2. Audio dell'episodio numero 92
3. Moon Revenge (cantata da Peach Hips)
4. Audio dell'episodio numero 104
5. Tuxedo Mirage (cantata da Peach Hips)

Cassetta karaoke
1. Moonlight densetsu
2. Moon Revenge
3. Tuxedo Mirage

### Bishōjo senshi Sailor Moon S - Music Fantasy
Bishōjo senshi Sailor Moon S - Music Fantasy (美少女戦士セーラームーンS Music Fantasy? lett. "La bella combattente Sailor Moon S - Fantasia musicale") è un album contenente delle nuove versioni delle musiche utilizzate per la colonna sonora dell'anime Sailor Moon S.
Tracce
1. Moonlight densetsu
2. Fly Me to the Moon
3. Uranus and Neptune
4. Rendezvous
5. Chibiusa henshin
6. Usagi
7. Pyua na kokoro
8. Seigi no tatakai
9. Aku no tatakai
10. Chibimoon

### Bishōjo senshi Sailor Moon SuperS in Paris
Bishōjo senshi Sailor Moon SuperS in Paris (美少女戦士セーラームーンSuperS in Paris?, lett. "La bella combattente Sailor Moon Super S a Parigi") è un album contenente alcune delle canzoni legate alle prime tre stagioni di Sailor Moon, cantate da Hiroko Asakawa, con un nuovo arrangiamento che ricorda la musica francese.
Tracce
1. Moonlight densetsu
2. Romance mokushi roku
3. Moonlight Magic
4. Tsukino no shikumarete
5. Moonlight Destiny
6. Sailor Team no theme
7. Je t'aime shinpi taiken
8. Moon Revenge
9. Ai no shugohoshi
10. Tuxedo Mirage

### Bishōjo senshi Sailor Moon SuperS - Theme Song Collection
Bishōjo senshi Sailor Moon SuperS - Theme Song Collection (美少女戦士セーラームーンSuperS テーマソングコレクション?, Bishōjo senshi Sailor Moon SuperS - Tēma Songu Korekushon) è una raccolta contenente tutte le sigle di apertura e di chiusura delle serie e dei film, legati all'anime Sailor Moon. È compresa anche Watashitachi ni naritakute, sigla finale di Sailor Moon SuperS, fino al momento dell'uscita di questo CD, ancora mai registrata su alcun album.
Tracce
1. Moonlight densetsu (cantata da Moon Lips)
2. Watashitachi ni baritakute (cantata da Fujitani Miwako)
3. "Rashiku" ikimasho (cantata da Meu)
4. Tuxedo Mirage (cantata da Peach Hips)
5. Otome no policy (cantata da Ishida Yoko)
6. Heart Moving (cantata da Takamatsu Misae)
7. Princess Moon (cantata da Hashimoto Ushio)
8. Moonlight densetsu (cantata da DALI)

### Bishōjo senshi Sailor Moon SuperS Piano Fantasia
Bishōjo senshi Sailor Moon SuperS Piano Fantasia (美少女戦士セーラームーンSuperS Piano Fantasia?) è una raccolta di alcune background music e canzoni legate all'anime Sailor Moon ed arrangiate per solo pianoforte.
Tracce
1. Moonlight densetsu
2. Usagi-chan ga yattekita
3. Circus-dan no warudagumi
4. Sailor Moon Fantastic ~ Action
5. Uranus, Neptune, Pluto no action ~ Theme
6. Tuxedo Kamen
7. My Blue Heart
8. Chibi-Usa no theme
9. Otome no policy
10. Sora kakeru Pegasus
11. Etude #1 Moonlight densetsu
12. Etude #2 Usagi-chan ga yattekita

### Bishōjo senshi Sailor Moon SuperS Orgel Fantasia
Bishōjo senshi Sailor Moon SuperS Orgel Fantasia (美少女戦士セーラームーンSuperS Orgel Fantasia?) è una raccolta di alcune background music e canzoni legate all'anime Sailor Moon ed arrangiate per solo organo.
Tracce
1. Moonlight densetsu
2. Heart Moving
3. Otome no policy
4. Koibito ni hanarenai kedo
5. Star Light ni kisushite
6. Onaji namida o wakeatte
7. Ai no senshi
8. Princess Moon
9. I am Sailor Moon
10. Tuxedo Mirage
11. La soldier
12. Watashitachi ni naritakute
13. Epilogue

### Bishōjo senshi Sailor Moon SuperS Christmas for You
Bishōjo senshi Sailor Moon SuperS Christmas for You (美少女戦士セーラームーンSuperS Christmas For You?) è una raccolta di alcune canzoni natalizie interpretate dalle doppiatrici dell'anime.
Tracce
1. Aka hana no tonakai(cantata da Peach Hips)
2. Jingle Bells(cantata da Ami Mizuno)
3. Seija ga machi ni yatte kuru (cantata da Usagi Tsukino)
4. Omedetō Christmas (cantata da Minako Aino)
5. Santa Claus ga yātekuru (cantata da Rei Hino)
6. Santa ga machi ni yātekuru (cantata da Minako Aino)
7. White Christmas (cantata da Rei Hino)
8. The Christmas Song (cantata da Makoto Kino)
9. Ave Maria (cantata da Makoto Kino)
10. Kiyoshiko no yoru (cantata da Peach Hips)

### Bishōjo senshi Sailor Moon Best Song Collection Pretty Cast
Bishōjo senshi Sailor Moon Best Song Collection Pretty Cast (美少女戦士セーラームーン Best Song Collection Pretty Cast?) è una raccolta contenente alcune delle canzoni legate all'anime Sailor Moon, ricantate dalle Pretty Cast, un duo femminile giapponese, formato da Elena e Leona, che aveva eseguito le canzoni legate alla colonna sonora del film di Sailor Moon SuperS.
Tracce
1. Moonlight densetsu (cantata da Pretty Cast)
2. Otome no policy (cantata da Leona)
3. Moon Revenge (cantata da Pretty Cast)
4. Tuxedo Mirage (cantata da Elena)
5. Moonlight Destiny (cantata da Elena)
6. "Rashiku" ikimasho (cantata da Leona)
7. Watashi-tachi ni naritakute (cantata da Elena)
8. Sanji no yōsei (cantata da Pretty Cast)
9. Morning Moon de aimashō (cantata da Pretty Cast)
10. Sunshine Moonlight (cantata da Pretty Cast)

### Bishōjo senshi Sailor Moon Best Song Collection
Bishōjo senshi Sailor Moon Best Song Collection (美少女戦士セーラームーン Best Song Collection?) è una raccolta di tutte le sigle di apertura e di chiusura dell'anime, oltre che delle sigle usate per i tre film dell'anime Sailor Moon.
Tracce
1. Sailor Star Song
2. Nagareboshi he
3. Todokanu omoi: My Friend's Love
4. Kaze mo sora mo kitto
5. Moonlight densetsu (candata da Moon Lips)
6. "Rashiku" ikimasho
7. Watashi-tachi ni naritakute (candata da Pretty Cast)
8. Sanji no Yousei (candata da Pretty Cast)
9. Morning Moon de aimashō (candata da Pretty Cast)
10. Sunshine Moonlight (candata da Pretty Cast)
11. Tuxedo Mirage
12. Moonlight Destiny (candata da Pretty Cast)
13. Otome no policy
14. Moon Revenge (candata da Pretty Cast)
15. Heart Moving
16. Princess Moon

### Bishōjo senshi Sailor Moon Sailor Stars Merry Christmas!
Bishōjo senshi Sailor Moon Sailor Stars Merry Christmas! (美少女戦士セーラームーン セーラースターズ Merry Christmas!?) è una raccolta di alcune canzoni natalizie interpretate dalle doppiatrici dell'anime Sailor Moon.
Tracce
1. Sailormoon Christmas
2. Aka hana no tonakai
3. Seija ga machi ni yatte kuru
4. Jingle Bells
5. The Christmas Song
6. Arano no hate ni
7. I Saw Mommy Kissing Santa Claus
8. When You Wish Upon A Star
9. Kiyoshiko no yoru
10. Koibito ga Santa Claus
11. Last Christmas

## Colonne sonore italiane
In Italia è stata pubblicata una raccolta di sigle dell'anime Sailor Moon intitolata Cristalli, petali e misteri per Sailor Moon.